# منتخب دومينيكا تحت 17 سنة لكرة السلة
منتخب دومينيكا تحت 17 سنة لكرة السلة  هو ممثل دومينيكا الرسمي في المنافسات الدولية في كرة السلة  تحت 17 سنة.